# Actaecia ophiensis
Actaecia ophiensis is een pissebed uit de familie Actaeciidae. De wetenschappelijke naam van de soort is voor het eerst geldig gepubliceerd in 1901 door Charles Chilton.